# Sons of Otis
Sons of Otis est un groupe de stoner rock canadien, originaire de Toronto, en Ontario.

## Biographie
Le groupe est formé par Ken Baluke à Toronto aux alentours de 1992 ou 1993. Le groupe est d'abord et simplement appelé Otis, mais pour éviter des problèmes de copyright se rebaptise Sons of Otis. Complètement influencé par la scène heavy metal underground de cette période (Melvins/Fudge Tunnel/Shallow N.D), leur premier album, Paid to Suffer, est publié en 1994. En 1996, le groupe publie l'album Spacejumbofudge au label Hypnotic. L'album est réédité en 2000 par Mans Ruin après la fermeture d'Hypnotic. Temple Ball est publié en 1999.  
Le groupe effectue une tournée en Europe en 2000. Le groupe change fréquemment de batteur jusqu'en mai 2001, et ressort parfois une boîte à rythmes pour leurs performances scéniques.
En 2002, le groupe tourne en Amérique du Nord avec Electric Wizard et Unearthly Trance. En 2006, le groupe publie un EP qui comprend une reprise de The Pusher de Hoyt Axton. Trois autres albums, X, Exile et Seismic, suivront entre 2005 et 2012,.

## Membres

### Membres actuels
- Ken Baluke – guitare, chant
- Frank Sargeant – basse
- Ryan Aubin – batterie

### Anciens membres
- John Moran – batterie (1992–1995)
- Emilio Mammone – batterie (1996–1998, 1999–2001 ; dont une tournée en 2000 avec Electric Wizard)[9]
- Tony Jacome – batterie de session sur Songs for Worship (2001)

## Discographie
- 1994 - Paid to Suffer
- 1996 - Spacejumbofudge
- 1999 - Temple Ball
- 2001 - Untitled EP (ou aussi appelé The Pusher EP)
- 2001 - Songs for Worship
- 2005 - X
- 2007 - Sons of Otis / Queen Elephantine - Split
- 2009 - Exiled
- 2012 - Seismic